# Scottish Third Division 1995/96
Die Scottish Football League Third Division wurde 1995/96 zum zweiten Mal unter diesem Namen ausgetragen. Es war zudem die zweite Austragung der Third Division als nur noch vierthöchste schottische Liga. In der vierthöchsten Fußball-Spielklasse der Herren in Schottland traten in der Saison 1995/96 10 Klubs in insgesamt 36 Spieltagen gegeneinander an. Jedes Team spielte jeweils viermal gegen jedes andere Team. Bei Punktgleichheit zählte die Tordifferenz.
Die Meisterschaft gewann der FC Livingston, der sich gleichzeitig zusammen mit dem Tabellenzweiten Brechin City, die Teilnahme an der Second Division-Saison 1996/97 sicherte. Torschützenkönig mit 23 Treffern wurde Iain Stewart von Inverness Caledonian Thistle.

## Vereine
| Verein                       | Stadt       | Stadion             |
| ---------------------------- | ----------- | ------------------- |
| Albion Rovers                | Coatbridge  | Cliftonhill         |
| Alloa Athletic               | Alloa       | Recreation Park     |
| FC Arbroath                  | Arbroath    | Gayfield Park       |
| Brechin City                 | Brechin     | Glebe Park          |
| FC Cowdenbeath               | Cowdenbeath | Central Park        |
| FC East Stirlingshire        | Falkirk     | Firs Park           |
| Inverness Caledonian Thistle | Inverness   | Telford Street Park |
| FC Livingston                | Livingston  | Almondvale Stadium  |
| FC Queen’s Park              | Glasgow     | Hampden Park        |
| Ross County                  | Dingwall    | Victoria Park       |

## Statistiken

### Abschlusstabelle
| Pl. | Verein                       | Sp. | S  | U  | N  | Tore    | Diff. | Punkte |
| --- | ---------------------------- | --- | -- | -- | -- | ------- | ----- | ------ |
| 1.  | FC Livingston (A)            | 36  | 21 | 9  | 6  | 051:240 | +27   | 72     |
| 2.  | Brechin City (A)             | 36  | 18 | 9  | 9  | 041:210 | +20   | 63     |
| 3.  | Inverness Caledonian Thistle | 36  | 15 | 12 | 9  | 064:380 | +26   | 57     |
| 4.  | Ross County                  | 36  | 12 | 17 | 7  | 056:390 | +17   | 53     |
| 5.  | FC Arbroath                  | 36  | 13 | 13 | 10 | 041:410 | ±0    | 52     |
| 6.  | FC Queen’s Park              | 36  | 12 | 12 | 12 | 040:430 | −3    | 48     |
| 7.  | FC East Stirlingshire        | 36  | 11 | 11 | 14 | 058:620 | −4    | 44     |
| 8.  | FC Cowdenbeath               | 36  | 10 | 8  | 18 | 045:590 | −14   | 38     |
| 9.  | Alloa Athletic               | 36  | 6  | 11 | 19 | 026:580 | −32   | 29     |
| 10. | Albion Rovers                | 36  | 7  | 8  | 21 | 037:740 | −37   | 29     |

Platzierungskriterien: 1. Punkte – 2. Tordifferenz – 3. geschossene Tore – 4. Direkter Vergleich (Punkte, Tordifferenz, geschossene Tore)
| Saison 1995/96 |

| Zum Saisonende 1994/95 |                                   |
| (A)                    | Absteiger aus der Second Division |